# Héctor Altabás Alio
Héctor Altabás Alio fou un metge i polític valencià. D'ideologia republicana, fou membre del Partit d'Unió Republicana Autonomista (PURA), amb el que fou elegit diputat per l'Aliança Republicana per la província de València a les eleccions generals espanyoles de 1931 en substitució de Fernando Valera Aparicio, que havia estat escollit per la circumscripció de València ciutat.